# Les Anneaux d'or (film, 1956)
Pour plus de détails, voir Fiche technique et Distribution.
Les Anneaux d'or est un film tunisien réalisé en 1956 par René Vautier et sorti en 1958, qui s'inspire de l'histoire vraie des origines de la coopérative de Mahdia.

## Synopsis
Dans la Tunisie d'après-guerre, au moment de la famine et de l'indépendance de la Tunisie, les grands entrepreneurs de bateaux de pêche décident de vendre leurs bateaux pour réaliser des gains et des profits personnels lucratifs, tandis que les petits propriétaires subissent de graves baisses de production et des pertes d'emploi. Les femmes des pêcheurs décident de mettre en place une véritable coalition en unissant leurs anneaux d'or et leurs alliances, et en les utilisant pour acheter à nouveau des bateaux.

## Fiche technique
- Titre : Les Anneaux d'or
- Réalisation : René Vautier[1]
- Scénario : Sassi Rejeb
- Photographie : Pierre Clément
- Montage : Cécile Decugis
- Pays :  Tunisie
- Durée : 18 minutes
- Date de sortie : 1958 (présentation à la Berlinale)

## Distribution
- Claudia Cardinale[2] : la jeune Arabe

## Récompense
- Ours d'argent à la Berlinale 1958[3]